# Alicja Kornasiewicz
Alicja Józefa Kornasiewicz (* 19. März 1951 in Kańczuga) ist eine polnische Finanzmanagerin und Politikerin. Von 1997 bis zum Jahr 2000 war sie Staatssekretärin und erste Vertreterin des Ministers im polnischen Ministerium für Staatsvermögen.

## Berufliche Laufbahn
Kornasiewicz schloss 1973 ein volkswirtschaftliches Studium an der Warschauer Szkoła Główna Planowania i Statystyki (heute: Szkoła Główna Handlowa) ab. Anschließend promovierte sie an der Uniwersytet Ekonomiczny in Posen. 1978 legte sie das Wirtschaftsprüfer-Examen ab. Sie ist Mitglied im Polnischen Verband der Wirtschaftsprüfer (Krajowa Izba Biegłych Rewidentów), in dem sie von 1999 bis 2003 als Mitglied des Prüfungskomitees tätig war. Kornasiewicz verfügt über einen Abschluss des Centre for High Performance Development in London und nahm an zwei Führungskräfte-Weiterbildungsprogrammen (Advanced Management; Executive Management) an der INSEAD in Paris teil.
Von 1973 bis 1993 war Kornasiewicz in verschiedenen polnischen Firmen und Institutionen angestellt. Dazu gehörten Tätigkeiten bei Moore Stephens, Impexmetal, Norblin, Interpegro, Unitra und dem damaligen Ministerium für Binnenhandel (Ministerstwo Handlu Wewnętrznego).

### Politikerin
Bei den ersten freien Wahlen in Polen nach der Wende wurde sie von 1989 bis 1991 als Abgeordnete  (X.Kadenz) für die Polnische Bauernpartei (PSL) in das Parlament (Sejm) gewählt (Wahlkreis: Płock). In den 1990er Jahren gehörte sie der Unia Demokratyczna (UD) und der Unia Wolności (UW) an. Von 1993 bis 1997 war sie bei der Europäischen Bank für Wiederaufbau und Entwicklung in Warschau tätig. In der Regierung von Jerzy Buzek  versah Kornasiewicz von 1997 bis 2000 die Funktion einer Staatssekretärin (1. Vizeministerin) im polnischen Ministerium für Staatsvermögen.

### Finanzmanagerin
Seit 2000 war die Managerin als Leiterin „Emerging Europe“ in der Investmentbanking-Abteilung der UniCredit tätig; im Jahr 2008 wurde sie außerdem Vorstandsvorsitzende der UniCredit CAIB AG (einer Tochtergesellschaft der Bank Austria). Im Jahr 2001 wurde sie zur Aufsichtsratsvorsitzenden der Bank BPH S.A. ernannt. Sie nahm auch Aufsichtsratsfunktionen bei Telekomunikacja Polska S.A. und der Bank Austria Creditanstalt wahr.
Im Januar 2010 wurde sie zur Vorstandsvorsitzenden der Universalbank Bank Pekao S.A. berufen. Diese Tätigkeit beendete sie im April 2011. Seit 2012 ist Kornasiewicz in einer Führungsposition bei Morgan Stanley (Niederlassung Warschau) tätig. Hier verantwortet sie den Bereich der MOEL-Länder.
Kornasiewicz ist Mitglied der Jury zur Galeria Chwały Polskiej Ekonomii.